# Шинель

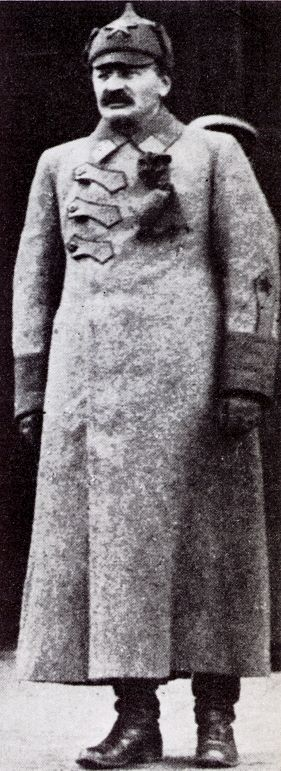
Головнокомандувач та засновник Червоної армії Лев Троцький у шинелі

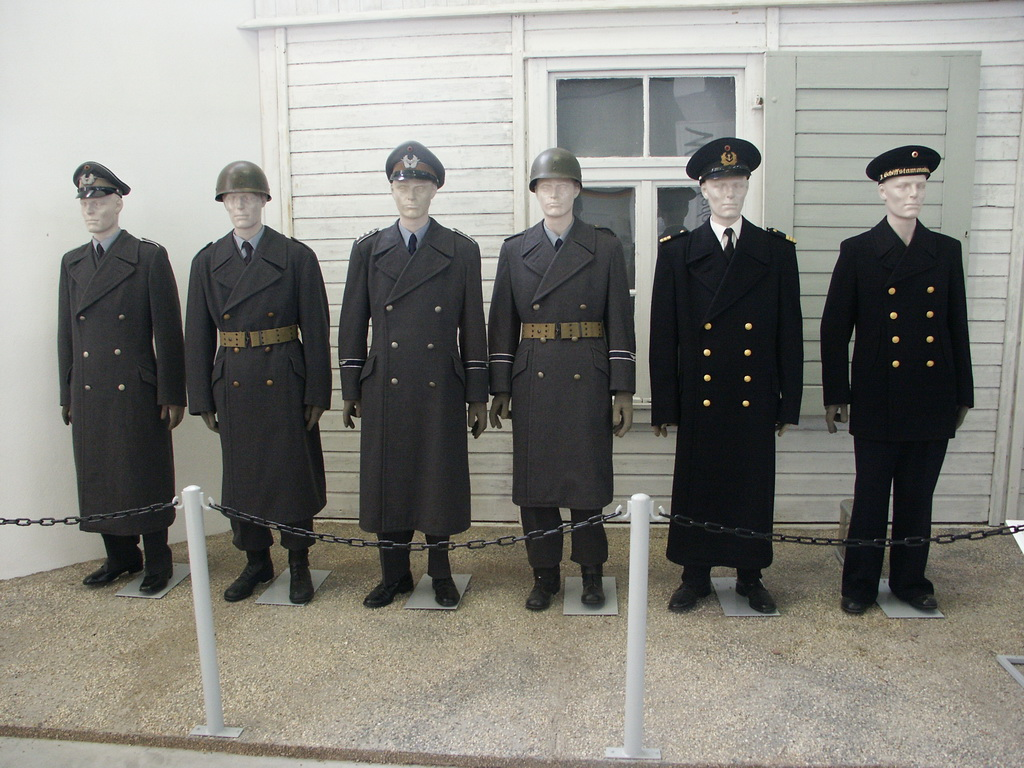
Колекція шинелей в музеї. Дрезден

Шине́ль — форменне пальто зі складкою на спині і хлястиком, що утримує її складеною.
Слово «шинель» запозичене з російської мови, де походить від фр. chenille («гусінь», «вид позументу», як застаріле — «вид чоловічого рангового одягу»).

## Опис
У Росії шинелі відомі з кінця XVIII століття. Під час правління імператора Павла I вони стають елементом армійського обмундирування, замінивши раніші опанчі. Крій їх принципово не мінявся. У РСЧА були прийняті піхотна та кавалерійська (завдовжки до підлоги) шинелі. Шилися вони з грубого сіро-коричневого сукна.
Для офіцерів і вищого командного складу шили шинелі з сукна вищої якості. Генеральські шинелі мали одвороти, підбиті червоним матеріалом і червоні канти в швах.
Для генералів авіації такі канти і одвороти були блакитними. Парадна офіцерська шинель шилася з сукна сталевого кольору. На флоті шинель шили з сукна чорного кольору.
Загальним було те, що офіцерські шинелі були двобортними з двома рядами з шести ґудзиків попереду, — солдатські однобортними з чотирма ґудзиками попереду. На задній шліці всіх шинелей ВМФ і солдатських шинелях було три малих ґудзики, на офіцерських — чотири ґудзики. Хлястик у формі вісімки кріпився на два великі ґудзики. Шинелі носилися під ременем (портупеєю), з погонами і петлицями, нарукавними шевронами (у солдатів і сержантів). Шинелі курсантів, повторюючи крій солдатської шинелі, шили з гладкішого сукна.

## Особливості
- солдатську шинель було заборонено зшивати по лінії зустрічної спинної складки. Хоча у зшитому вигляді шинель виглядала пристойніше, проте так її було важче використовувати як покривало під час сну в польових умовах[3][4];
- оскільки історично в шинелях їздили й верхи, ззаду був розріз між полами. При цьому підшивалися відповідні гачки, що дозволяло кріпити поли шинелі як холоші штанів. Цей розріз неодноразово фігурував в армійських анекдотах (у тому числі про поручика Ржевського);
- ще існує цікавий момент, пов'язаний із заднім розрізом шинелі. У 1990-х рр. деякі керівники «прозріли», помітивши, що на цьому розрізі ґудзики-то — із символікою незалежної України, тризубом. Отже, вояки сиділи на помноженому на чотири елементи малого герба України. Виконуючи накази різноманітних інстанцій у ті роки чотири рази зрізали та пришивали ґудзики на розрізі.